# Igreja de Nossa Senhora da Misericórdia (Vila do Porto)
A Igreja de Nossa Senhora da Misericórdia, também referida como Igreja de Nosso Senhor dos Passos, localiza-se na freguesia da Vila do Porto, concelho da Vila do Porto, na ilha de Santa Maria, nos Açores.

## História
Embora não se saiba a data da fundação da Misericórdia de Vila do Porto, sabe-se que o foi anteriormente a 1536, sendo considerada como o primeiro "compromisso" que se estabeleceu no arquipélago. Os seus primeiros estatutos, entretanto, datam de 1609. Integrava as dependências da Santa Casa de Misericórdia, de fundação anterior a 1569, data em que António Fernandes, um próspero comerciante de Vila do Porto, lhe legou em testamento vinte mil réis "para cera e obras que nela se fizerem" e ainda um moio de trigo por ano, perpetuamente, para dar em pão aos pobres.
A igreja foi saqueada por corsários franceses em 1576.
A "Casa de Misericórdia" de Vila do Porto encontra-se referida por MONTE ALVERNE (1986) ao final do século XVII.
Sofreu obras de remodelação conforme provisão-régia passada pelo Príncipe-regente D. João em 1803.
Desta igreja sai, anualmente, desde 1707, a tradicional procissão do Senhor dos Passos.
Até 11 de abril de 1908 a Misericórdia de Vila do Porto regeu-se pelos estatutos da de Lisboa, que remontavam a 1618. O seu antigo hospital ficava na rua Frei Gonçalo Velho, anexo à igreja, ocupando o segundo pavimento do edifício, onde existiam quatro pequenas enfermarias. Posteriormente passou para a rua Dr. João de Deus Vieira, até ser substituído pelo atual Centro de Saúde, na avenida do Aeroporto.
O conjunto da igreja encontra-se protegido pelo Decreto Legislativo Regional nº 22/92/A, de 21 de outubro de 1992.

## Características
O conjunto, em alvenaria de pedra rebocada e caiada, é constituído por três corpos dispostos ao longo da rua, correspondendo o central à nave, o lateral esquerdo, recuado, à capela-mor, e o lateral direito, também recuado, com dois pavimentos, a um anexo. À esquerda do corpo da capela-mor existe um muro, rasgado por uma porta rematada em arco abatido, que delimita um recinto exterior. Sobre o arco encontra-se uma inscrição "1877 / ST CASA / DA MISA".
A fachada do corpo correspondente à nave da igreja encontra-se dividida em três secções separadas por pilastras. A secção central, de maiores dimensões, é rasgada pelo portal com verga curva encimada por uma cornija terminando com secções laterais rectas encimadas por pináculos embebidos na parede, e uma janela elevada em cada lado. Sobre o portal observa-se uma concha em relevo separada da cornija do portal por duas volutas. A secção esquerda apresenta uma janela descentrada, à mesma altura das janelas da secção central. A secção direita apresenta uma janela, em posição simétrica à da secção esquerda e, no espaço livre à direita desta, assumindo dois pavimentos, tem uma porta simples no inferior e, no superior, correspondendo ao coro, uma janela com um pequeno avental em cujo centro se encontra uma cruz em relevo.
O corpo da capela-mor tem duas janelas, com as mesmas dimensões, implantadas à mesma altura das do corpo da nave.
O corpo do anexo, dividido em dois pavimentos, ao nível do superior apresenta uma janela de sacada com consola muito saliente, em pedra, e guarda de madeira.
As coberturas são de duas águas, em telha de meia-cana tradicional, rematadas por beiral duplo sobre cornija (o corpo recuado, à direita da igreja, tem um telhado com mais águas).
O interior apresenta nave única, de planta rectangular, separada da capela-mor, também de planta rectangular, por um arco triunfal em pedra. De ambos os lados do arco, cortando os ângulos da nave, erguem-se altares com retábulos. Na parede do lado da epístola, encontra-se um púlpito com guarda de balaústres e guarda-voz em madeira.
A igreja abriga um retábulo de Santa Isabel, e uma imagem do Senhor dos Passos, considerada como uma das mais belas dos Açores.